# صوت العميل
صوت العميل (بالإنجليزية: Voice of the customer)‏ أختصاراً VOC هو مصطلح يستخدم في مجال تكنولوجيا المعلومات والأعمال والجودة (على سبيل المثال من خلال مكتبة البنية التحتية للمعلوماتية) لوصف العملية المتعمقة لالتقاط متطلبات الزبون من توقعات، وتفضيليات ومنفرات.
على وجه التحديد، صوت العميل هو أسلوب أبحاث السوق الذي ينتج مجموعة مفصلة من طلبات الزبون واحتياجاته منظمة ضمن بنية هرمية ومرتبة حسب الأولويات من حيث الأهمية النسبية بالمقارنة مع البدائل الحالية.
دراسات صوت العملاء عادة ما تتألف من خطوات بحوث نوعية وكمية. وتجرى عادة في بداية أي منتج أو عملية أو خدمة أو مبادرة تصميم جديدة من أجل فهم أفضل لمتطلبات العملاء واحتياجاتهم، وحيث أنها من المدخلات الرئيسية لتعريف المنتج الجديد، نشر وظيفة الجودة (QFD)، ووضع مواصفات التصميم التفصيلي.
لقد كتب الكثير عن هذه العملية، وهناك العديد من السبل الممكنة لجمع المعلومات - مجموعات التركيز، والمقابلات الفردية والتحقيق السياقية، وتقنيات الإثنوغرافية، الخ. ولكن كل ذلك يتضمن سلسلة من المقابلات المتعمقة التي تركز على خبرات العملاء مع المنتجات الحالية أو بدائل لها ضمن الفئة قيد الدرس. ثم يتم استخراج بيانات الاحتياجات مع تنظيمها في تسلسل هرمي أكثر قابلية للاستخدام وترتب أولوياتها من قبل العملاء.
فمن الأهمية بمكان أن الفريق الأساسي المسؤول عن تنمية المنتج هو من يدير هذه العملية. وهم من يجب أن يأخذ زمام المبادرة في
تحديد الموضوع، تصميم العينة (أي أنواع من الزبائن لتشمل), توليد الأسئلة عن دليل المناقشة، إما إجراء أو مراقبة وتحليل المقابلات
واستخراج ومعالجة بيانات الاحتياجات.
مبادرات صوت العملاء
1. فهم مفصل لمتطلبات العميل
2. لغة مشتركة للفريق للمضي قدما
3. مفتاح الإدخال لتحديد مواصفات التصميم المناسب للمنتج أو خدمة جديدة
4. نقطة انطلاق مفيدة للغاية لابتكار المنتجات.